# سليمان دياوارا

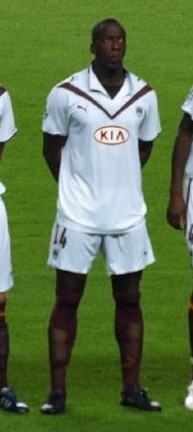
سليمان دياوارا

سليمان دياوارا (بالفرنسية: Souleymane Diawara)‏، من مواليد 24 ديسمبر 1978 في داكار في السنغال، لاعب كرة قدم سنغالي.
بدأ مسيرته الكروية مع نادي لو هافر الفرنسي في عام 1998، ولعب معهم حتى عام 2003، وشارك معهم في 105 مباريات وسجل هدفين، وعام 2003 انتقل إلى نادي سوشو الفرنسي، ولعب معهم حتى عام 2006، وشارك معهم في 84 مباراة وسجل 4 أهداف، وفي موسم 2006/2007 انتقل إلى نادي تشارلتون أثلتك الإنجليزي، ولعب معهم 23 مباراة، وانتقل عام 2007 إلى نادي بوردو الفرنسي ولعب معهم 63 مباراة وسجل هدفين، وفي عام 2009 انتقل إلى نادي مرسيليا الفرنسي ولايزال معهم حتى الآن.
منذ عام 2002 وهو يلعب مع منتخب السنغال لكرة القدم.

## روابط خارجية
- سليمان دياوارا على موقع الاتحاد الدولي (مؤرشف)  (الإنجليزية)
- سليمان دياوارا على موقع الاتحاد الأوربي (الإنجليزية)
- سليمان دياوارا على موقع قاعدة بيانات كرة القدم.إي يو (الإنجليزية)
- سليمان دياوارا على موقع ليكيب (الفرنسية)
- سليمان دياوارا على موقع ناشيونال فوتبول تيمز (الإنجليزية)
- سليمان دياوارا على موقع Soccerbase.com (لاعب) (الإنجليزية)
- سليمان دياوارا على موقع Soccerway.com (الإنجليزية)
- سليمان دياوارا على موقع عالم كرة القدم.نت (الإنجليزية)
- سليمان دياوارا على موقع كووورة
- سليمان دياوارا على موقع AS.com (الإسبانية)